# Marvin Compper
Marvin Compper (ur. 14 czerwca 1985 w Tybindze) – niemiecki piłkarz francuskiego pochodzenia występujący na pozycji obrońcy w szkockim klubie Celtic F.C. Wychowanek VfB Stuttgart, w swojej karierze grał także w takich zespołach jak Borussia Mönchengladbach, TSG 1899 Hoffenheim oraz ACF Fiorentina. Jednokrotny reprezentant Niemiec.